# Stacy Lee Bregman
Stacy Lee Bregman (1986)  is een golfprofessional uit Johannesburg, Zuid-Afrika. Ze speelt op de Ladies European Tour.

## Amateur
In 2005 en 2006 bereikte ze de finale van het Zuid-Afrikaans Amateurkampioenschap. In 2006 bereikte zij de laatste 16 bij het Brits Amateur Kampioenschap.

### Teams
- Espirito Santo Trophy: 2006 (winnaars)
- Tournament of Nations: 2004, 2005

## Professional
Stacey werd 1 december 2006 professional.
In 2008 werd ze 2de bij het Turkish Ladies Open.  
In 2009 eindigde ze op de 11de plaats bij het ABN AMRO Ladies Open op de  Eindhovensche Golf.  

In 2011 speelde zij 19 toernooien. Haar beste resultaat was een 4de plaats bij het laatste toernooi van het seizoen, de Omega Dubai Ladies Masters. Ze heeft nog geen overwinningen behaald.